# Linha do Sabor
A Linha do Sabor é uma linha ferroviária portuguesa de via estreita, extinta, que ligava a Estação de Pocinho, na Linha do Douro, à estação de Duas Igrejas - Miranda, em (Duas Igrejas / Dues Eigreijas), nos arredores de Miranda do Douro / Miranda de l Douro, no extremo nordeste do país. Embora tenha começado a ser planeada em 1877, o seu primeiro troço, entre Pocinho e Carviçais, só foi inaugurado em 1911, tendo sido concluída com a chegada a Miranda do Douro, em 1938. Os serviços ferroviários foram encerrados em 1988.

## Caracterização
Os seus primeiros quilómetros são de uma rara beleza, que lhe valeram o lugar na conhecida canção Eu vou a Miranda ver os pauliteiros, nos versos
| “ | O comboio vai a subir a serra, parece que vai mas não vai parar, sempre a assobiar vai de terra em terra, dê por onde der quero lá chegar! O comboio vai a subir a serra, parece que vai mas não vai cair, sempre a assobiar vai de terra em terra, como a perguntar onde quero ir. | ” |

### Traçado
Esta linha era considerada como uma afluente à Linha do Douro, e seguia principalmente o traçado do Rio Sabor, do qual retirou o nome. Entre os serviços

### Material circulante e serviços
Uma das locomotivas a valor utilizadas na linha foi a E62, que servia de reserva, e fez serviços de manobras no Pocinho, tendo sido substituída nestas funções pelas locomotivas da Série E51 a E56. Outra família de locomotivas que prestou serviços na linha foi a Série 9000, a gasóleo.
A linha férrea foi utilizada no transporte do minério oriundo das Minas do Carvalhal, sendo o transbordo para os comboios de via larga feito na estação do Pocinho. O processo de transladação do minério foi descrito por Albino Teixeira, ferroviário reformado que trabalhou na Linha do Douro, como «duro, penoso, podendo chamar-se autêntica escravatura», sendo feito em «condições desumanas», com «homens nus da cintura para cima» que «faziam aquele trabalho no pico do calor, suportando ainda a poeira originada por aquele trabalho».

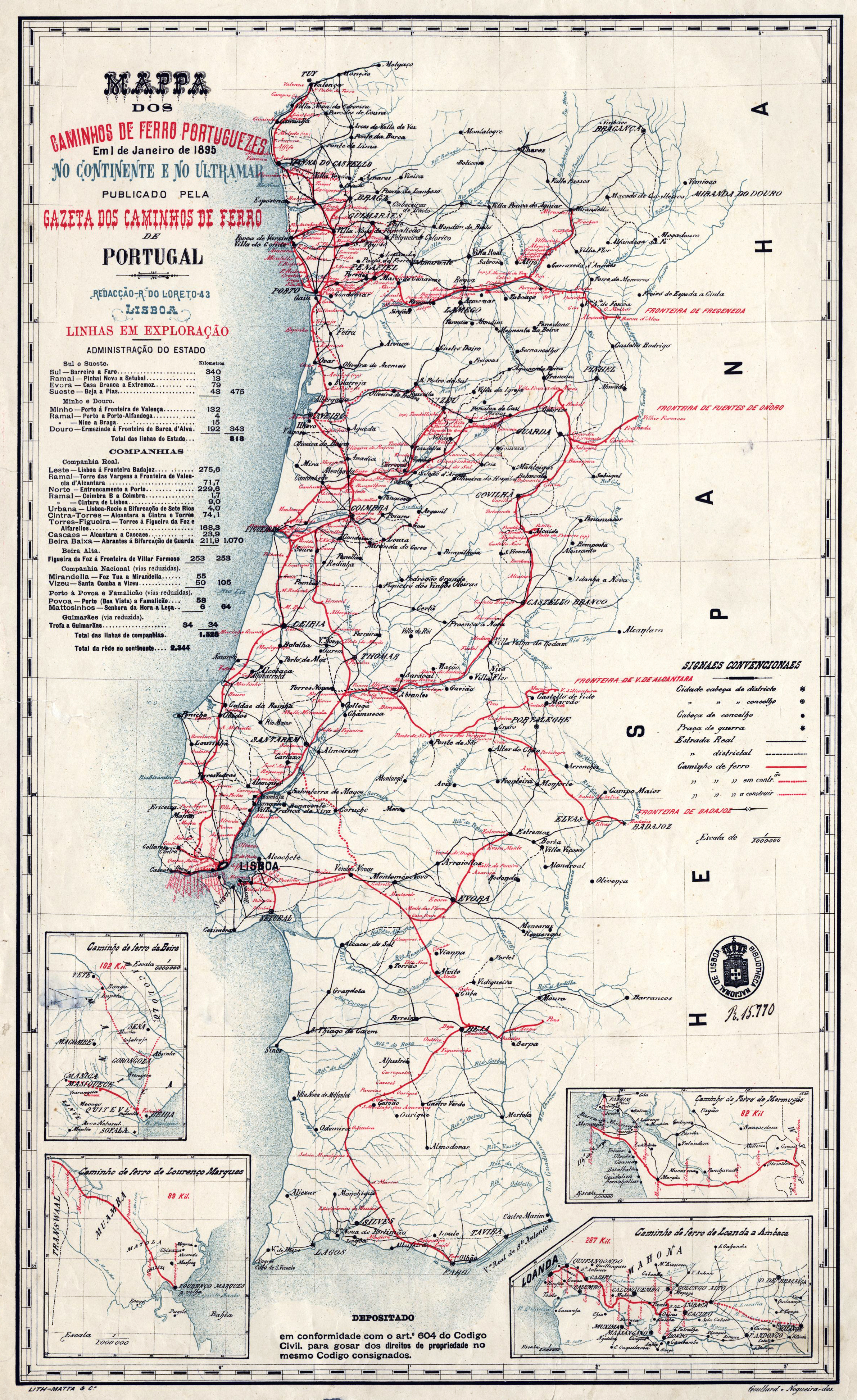
Mapa dos caminhos de ferro em Portugal em 1895. A Linha do Douro já estava concluída, mas ainda não se vê o projecto da Linha do Sabor.

## História

### Antecedentes e primeiros projectos
O troço até ao Pocinho da Linha do Douro foi aberto no dia 10 de Janeiro de 1887.
Planeada desde 1877, a construção da Linha do Sabor tinha como finalidade melhorar as comunicações até ao Planalto de Miranda, através da instalação de uma linha férrea que servisse os concelhos de Moncorvo, Freixo, Mogadouro, Vimioso e Miranda do Douro. Esta região tinha uma grande potencialidade do ponto de vista económico, pois apresentava uma abundante produção agrícola, principalmente em termos de pecuária, e importantes recursos naturais, destacando-se as minas de ferro em Torre de Moncorvo e os depósitos de mármore e alabastro de Santo Adrião, em Vimioso. No entanto, apesar da sua riqueza esta região encontrava-se muito deficiente em termos de comunicações, com a rede viária pouco desenvolvida; por exemplo, nos princípios do século XX, a Estrada Real n.º 9, entre a região da Beira e a fronteira com Espanha, passando por Moncorvo e Mogadouro, ainda estava no início da sua construção, faltando atravessar o Rio Douro junto ao Pocinho. Por outro lado, a Linha também deveria servir o tráfego internacional na província de Zamora.
Em Setembro de 1878, o engenheiro e estadista João Crisóstomo de Abreu e Sousa apresentou um relatório sobre os caminhos de ferro em Portugal, onde previu a construção de várias ligações ferroviárias, incluindo uma de Bragança a Beja, passando pela foz do Rio Sabor.

### Discussão e planeamento

#### Primeira fase
Quando o conselheiro Emídio Navarro passou pela pasta das Obras Públicas, levou a cabo um plano de desenvolvimento do transporte ferroviário em Portugal. No âmbito deste programa, foram realizados estudos às ligações ferroviárias complementares às Linhas do Douro e Minho. Em poucos dias, foram criadas várias brigadas, para a realização dos estudos; a análise da Linha de Pocinho a Miranda foi dirigida pelo engenheiro Augusto Luciano Simões de Carvalho. No entanto, no projecto de lei de 1887 para a construção de vários caminhos de ferro a Norte do Mondego, esta Linha não foi contemplada, devido à sua natureza complementar, tendo sido relegada para uma futura providência; ainda assim, foram feitos, em 1888, os estudos para o uso de via larga, tendo sido calculado que o custo quilométrico seria de 49:000$000 réis para a primeira secção, e de 14:000$000 réis nas seguintes.
Um estudo dos depósitos no Reboredo, realizado pelos engenheiros Lourenço Malheiro e Pedro Victor da Costa Sequeira, preconizava a construção de um caminho de ferro, que iria ser bastante importante, não só pelo transporte de minério, mas também pelas suas relações transfronteiriças. Nessa altura, foi elaborado um projecto para a primeira secção, do Pocinho a Carviçais, pelo engenheiro Manuel F. da Costa Serrão; esta parte da linha seria a mais difícil e dispendiosa, pela elevada quantidade de obras de arte necessárias, devido ao reduzido espaço disponível e aos grandes desníveis a vencer. Devia empregar-se a via larga, de forma a evitar a necessidade de transbordos no Pocinho, e para possibilitar uma futura ligação internacional. Numa monografia publicada em 1890 na Revista de Obras Públicas, Costa Serrão defendia o prolongamento da linha até à região de Zamora, em Espanha. Porém, a crise de 1890 levou a uma grande redução nos recursos financeiros, tendo sido suspensas quase todas as obras ferroviárias no território nacional, incluindo as que estavam planeadas. Ainda assim, as populações ao longo da linha planeada continuaram a reclamar a sua construção, reclamando das precárias condições em que se encontravam as vias de comunicação.

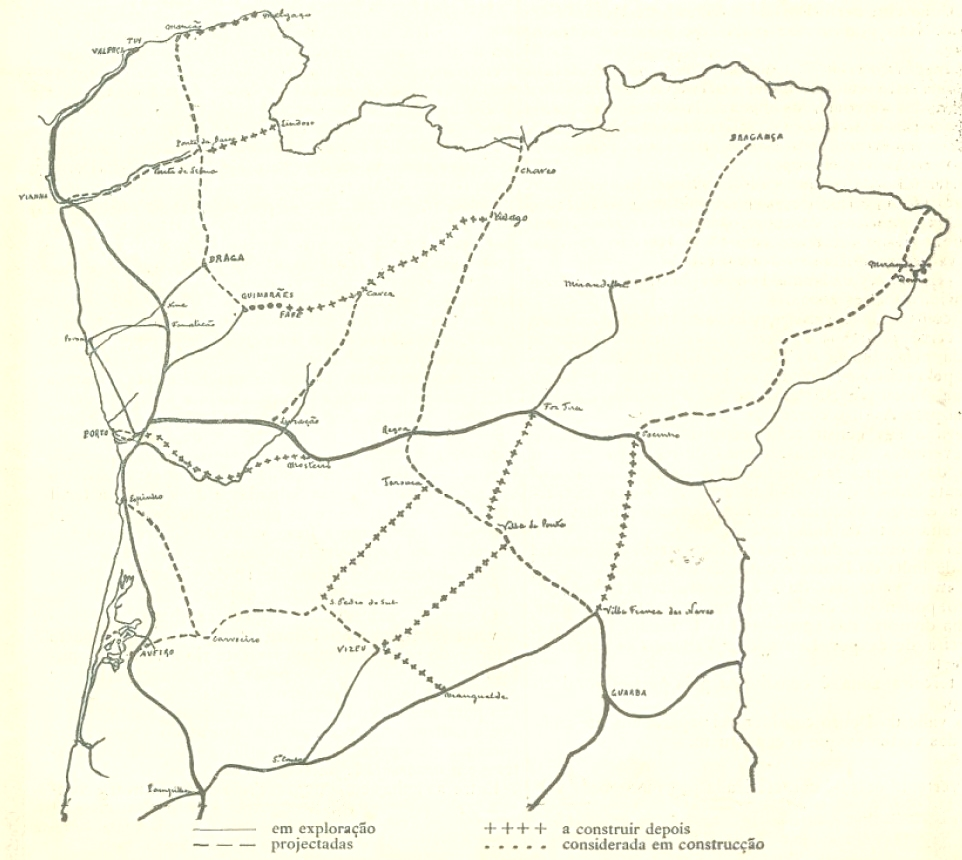
Mapa do Plano da Rede Ferroviária Complementar ao Norte do Mondego, vendo-se o projecto para a linha do Pocinho a Miranda do Douro.

#### Segunda fase
Em 6 de Outubro de 1898, foi publicado, por exortação de Elvino de Brito, um decreto que ordenou o estudo e classificação dos caminhos de ferro que ainda não dispusessem de um projecto, a Norte do Rio Mondego e a Sul do Rio Tejo, de forma a integrá-los nos planos gerais da rede ferroviária. Um dos membros da comissão técnica responsável pelo planeamento das linhas, Simões de Carvalho, conseguiu que o projecto da Linha do Pocinho a Miranda fosse inserida no plano, com via larga, que facilitaria a futura ligação internacional, baseada no estudo de 1890 de Costa Serrão. No entanto, as corporações consultivas discordaram do uso da via larga, devido às grandes dificuldades em construir a via férrea, e por considerar que as previsões de tráfego eram demasiado optimistas. Além disso, também opinaram que o uso de bitola métrica seria mais benéfico do ponto de vista da defesa nacional, devido à proximidade da futura linha em relação à fronteira. Assim, o Conselho Superior de Obras Públicas propôs uma solução intermédia, que preconizava a utilização de via métrica em todo o percurso da Linha, mas com um ramal de bitola ibérica entre o Pocinho e as Minas de Reboredo, sendo a passagem pela Ponte do Pocinho feita em via algaliada. A utilização deste tipo de via, e de curvas de raio reduzido, tinham como propósito reduzir os custos de construção. Esta solução foi aceite, tendo a Linha sido, assim, inserida no Plano da Rêde Complementar das Linhas do Minho e Douro, decretado em 13 de Fevereiro de 1900. Neste documento, também se encontrava a referência à Transversal de Trás-os-Montes, que ligaria as Linhas do Sabor, Tâmega, Corgo, Tua, e Basto. Entretanto, uma lei de 14 de Julho de 1899 tinha autorizado o dispêndio de 3 milhões de reais na construção de várias linhas, nas quais não se encontrava, no entanto, a Linha do Pocinho a Miranda, uma vez que não se encontrava ainda classificada, e porque se previa que o seu custo iria ser superior ao permitido.
Em Dezembro de 1901, o Ministério das Obras Públicas, Comércio e Indústria encarregou o conselho de administração da companhia dos Caminhos de Ferro do Estado de preparar e abrir o concurso para a construção da Ponte do Pocinho, e uma portaria de 1 de Dezembro de 1902 abriu um novo concurso para a construção da ponte, utilizando bitola ibérica. A construção foi concessionada à Empreza Industrial Portugueza. O local da ponte foi bastante próximo do que tinha sido previsto no anteprojecto de 1887, com uma rasante em rampa para começar desde logo a vencer o desnível existente entre o Rio e o planalto. Nesta altura, surgiu a questão se o ramal privativo das minas deveria ir até Reboredo, ou ter apenas as dimensões indispensáveis para o transporte dos minérios; com efeito, previa-se que a construção iria ser bastante onerosa e complicada, devido às difíceis condições no terreno, pelo que a via estreita se apresentava mais apta, devido à sua maior flexibilidade e adaptação ao relevo. Fazer a linha em via algaliada seria, assim, perder as vantagens inerentes a construir apenas em bitola métrica. Por outro lado, a via algaliada permitiria evitar os transbordos de minério no Pocinho, e reduzir, assim, os custos de transporte, que já iriam ser bastante elevados, devido à distância a percorrer até ao porto de embarque. Além disso, as vias entre as minas e a futura estação de Reboredo teriam forçosamente de ser em via reduzida, pelo que teria sempre de se realizar as operações de transbordo naquela interface. Assim, chegou-se à conclusão que a utilização de duas bitolas distintas seria desnecessária, devido à facilidade com que os transbordos seriam realizados no Pocinho, pelo que se decidiu avançar com a construção da linha apenas em bitola métrica. No entanto, não se colocou de parte uma terceira hipótese, de utilizar via algaliada na Ponte do Pocinho, de forma a se poder instalar uma estação de transbordo na margem Norte do Rio Douro, onde havia mais espaço disponível do que no Pocinho.
Nos inícios de 1903, o Ministro das Obras Públicas, Conde de Paçô Vieira, apresentou uma proposta para a construção de vários caminhos de ferro em Portugal por parte do Estado, que seria financiada pelo Fundo Especial de Caminhos de Ferro. Uma das linhas incluídas nesta proposta era a do Pocinho a Miranda, que poderia ser instalada pelo governo, ou contratada, com recurso a garantias de juro. A atenção prestada ao transporte ferroviário por Paçô Vieira provocou uma multiplicação dos requerimentos e pedidos por parte de várias instituições públicas e privadas para a construção de caminhos de ferro, que no caso da Linha do Sabor, foi apoiada principalmente pelos habitantes de Miranda do Douro. Assim, uma portaria datada de 9 de Março de 1903 ordenou a execução dos estudos para toda a linha, em via métrica, tendo este documento estabelecido igualmente as bases para a adjudicar a construção e gestão à iniciativa particular, com uma garantia de juro de 5,5%.

#### Terceira fase
No entanto, esta iniciativa falhou, pelo que uma carta de lei de 1 de Julho de 1903 autorizou o Estado Português a construir directamente a Linha do Pocinho a Miranda, utilizando os recursos do Fundo Especial. Nesse mês, já se tinham iniciado os estudos da primeira secção da Linha, correspondente ao troço entre o Pocinho e Carviçais; o encarregado pelos estudos foi o engenheiro Themudo, sob a direcção de Affonso Cabral. O projecto para a Ponte do Pocinho já tinha sido elaborado por Estevam Torres, tendo sido afecto ao Conselho Superior de Obras Públicas.
No dia 15 do mesmo mês, um decreto ordenou que o troço em via algaliada fosse reduzido, deixando de ir até Reboredo, e passando a ser apenas até à margem Norte do Rio Douro, onde se estabeleceria um ponto de transbordo para os minérios; o resto da linha seria apenas em bitola métrica.
Em Outubro, os estudos para a primeira secção da Linha estavam muito adiantados, prevendo-se o início dos trabalhos ainda para esse ano, a partir da margem direita do Rio Douro; para as obras, foi aplicada uma verba inicial de 50:000$000 réis, que seria reforçada no ano seguinte.
Em 11 de Novembro, uma portaria estabeleceu que toda a linha deveria ser em via métrica, embora a Ponte devesse ser preparada para receber bitola ibérica; desta forma, o transbordo das mercadorias passaria a ser realizado na Estação do Pocinho, que teve de ser profundamente modificada, de forma a acomodar estas novas funções. Os planos para a linha e para a ponte foram regulados, correspondentemente, pelas portarias de 20 de Junho e 8 de Outubro do mesmo ano, e um decreto de 21 de Outubro voltou a estabelecer os subsídios para a construção.

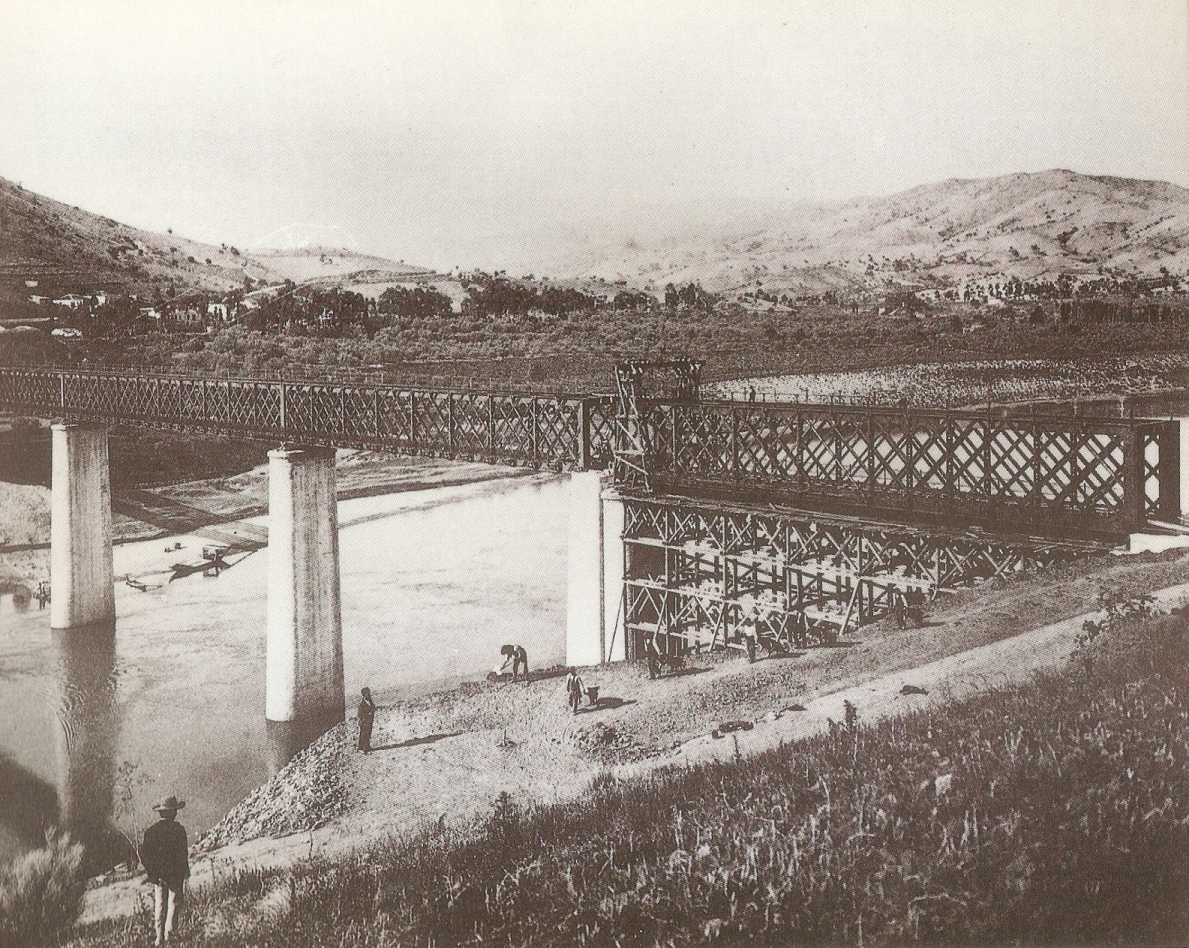
Construção da Ponte do Pocinho.

### Construção e inauguração

#### Troço do Pocinho a Carviçais
Em 15 de Novembro de 1903, foram inauguradas oficialmente as obras na Linha do Sabor, começando pela Ponte do Pocinho. Em 14 de Fevereiro de 1905, os Caminhos de Ferro do Estado marcaram, para 21 de Março, o concurso referente às empreitadas B e C, no troço entre Pocinho e Moncorvo. Em Outubro de 1905, já se estavam a realizar os estudos para o troço seguinte da Linha. As obras da Ponte terminaram em 1906, tendo o primeiro troço, entre Pocinho e Carviçais, entrado ao serviço em 17 de Setembro de 1911. A Ponte foi desde logo construída com a resistência necessária a uma possível adaptação a via larga.

#### Troço de Carviçais a Lagoaça
Em 7 de Outubro de 1926, um comboio de adubos entre Lagoaça e Carviçais foi atingido por vários tiros junto à localidade de Fornos, ferindo gravemente um dos funcionários; a composição retornou para a Estação de Lagoaça, que foi invadida pela população, com o intuito de incendiar o comboio. A tentativa falhou graças à rápida intervenção da Guarda Nacional Republicana, que foi chamada ao local. Este episódio demonstrou a animosidade que a população possuía contra a introdução do transporte ferroviário naquela região.
A constante desorganização administrativa dos Caminhos de Ferro do Estado, agravada pela instabilidade política, e que se acentuou após a Revolta de 19 de Outubro de 1921, teve efeitos nefastos na gestão das suas linhas, com o coeficiente de exploração a aumentar. As obras de construção foram interrompidas, prevendo-se, em Julho de 1926, que se iniciariam em breve as obras além da Estação de Carviçais, até ao Mogadouro. Nesse ano, os trabalhos ainda estavam a avançar com dificuldade, não tendo sido possível levar a linha até Bruçó, como estava previsto.
Como resultado da situação pela qual os Caminhos de Ferro do Estado se encontravam, o Estado resolveu passar a gestão das antigas linhas desta entidade para a Companhia dos Caminhos de Ferro Portugueses, em dia 27 de Março de 1927. Foi, assim, com a CP que se inaugurou o troço até Lagoaça, em 6 de Julho de 1927. Em 27 de Janeiro de 1928, foi assinado o contrato de trespasse das Linhas do Sabor e do Corgo, para a Companhia Nacional de Caminhos de Ferro, uma vez que, devido à sua maior experiência na gestão de linhas de via estreita, se apresentava mais apropriada para explorar estas ligações. O contrato teria a duração de 30 anos, entrando em vigor no dia 11 de Março do mesmo ano. Em troca da concessão, a Companhia teria de entregar ao Estado uma renda fixa, correspondente a 6% das receitas brutas do tráfego, e uma renda variável, que se baseava numa percentagem dos lucros líquidos; a condição da renda fixa foi criticada, uma vez que as linhas já eram por si próprias deficitárias, tendo como principal função complementar o tráfego de passageiros e mercadorias na Linha do Douro. Caso as linhas dessem prejuízo, como sucedeu, o Estado cobriria até 70% do défice, excepto se essa situação se devesse a casos de força maior ou de insuficiência de tarifas.

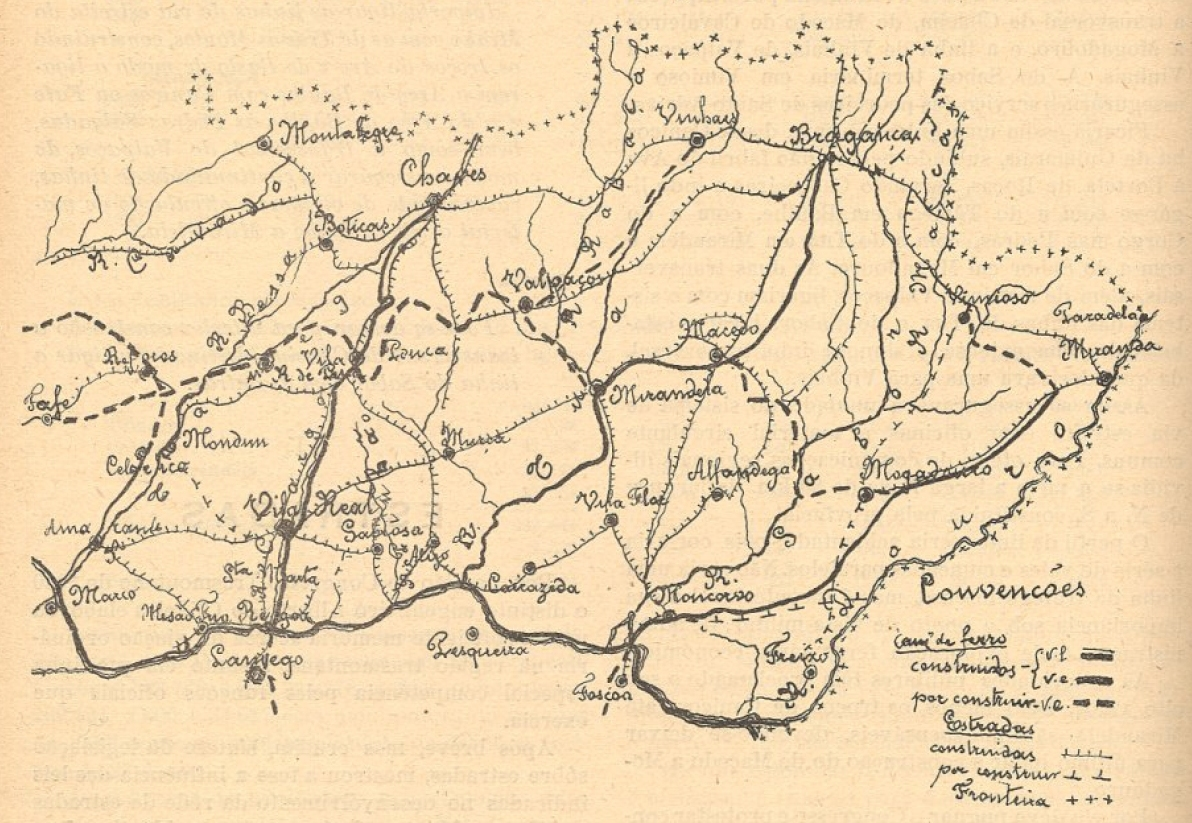
Mapa de Trás-os-Montes em 1941, mostrando a linha já concluída até Duas Igrejas - Miranda, e o projecto abandonado até Vimioso.

#### Troço de Lagoaça ao Mogadouro
O Decreto 18190, de 28 de Março de 1930, classificou oficialmente a Linha do Sabor até ao Vimioso, com ligação às Pedreiras de Santo Adrião; encontrava-se, igualmente, incluída a Transversal de Chacim, que ligaria Macedo de Cavaleiros ao Mogadouro, transitando pela localidade de Chacim.
A Companhia Nacional tomou, assim, a construção da empreitada N1, correspondente ao troço de Lagoaça ao Mogadouro, e que entrou ao serviço em 1 de Julho de 1930; porém, a Direcção Geral de Caminhos de Ferro entendeu que o antigo plano dos trabalhos para aquele troço estava incompleto, e por isso ordenou que fossem realizados vários projectos e orçamentos, para duas casas de partido de conservação, habitações para os carregadores em Bruçó e Vilar do Rei e para o pessoal braçal em Mogadouro, um cais coberto para mercadorias, em Vilar do Rei, e um cais descoberto em Mogadouro. Devido, no entanto, a atrasos na aprovação destes investimentos, a sua construção só se pôde iniciar em Agosto de 1930, tendo sido completos em 1932, junto com as últimas obras de assentamento naquele troço. Ao mesmo tempo, já se encontrava em construção o troço entre Mogadouro e Urrós.

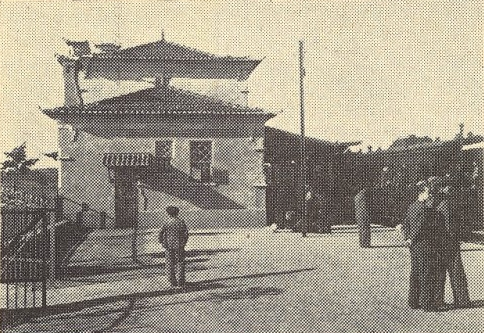
Inauguração da estação de Miranda - Duas Igrejas

#### Troço de Mogadouro a Duas Igrejas-Miranda
Entretanto, continuaram os problemas de exploração; embora a Companhia Nacional tenha conseguido melhorar a gestão da linha, o que se reflectiu na redução das despesas e consequentemente no coeficiente de exploração, que baixou de uma média de 9,84 entre 1923 e 1925, para uma média de 1,78, entre 1929 a 1933, o balanço continuava a ser negativo. Para conseguir o pagamento de 70% do défice por parte do Estado, como tinha sido acordado anteriormente, a Companhia Nacional teve de recorrer aos tribunais; o Tribunal Arbitral, num acórdão de 5 de Julho de 1932, deu razão à Companhia, declarando que esta não podia ser culpada das condições em que operava, devido aos difíceis traçados das linhas e aos problemas com o material circulante, que já era anterior aos contratos; por outro lado, estes factores explicavam, igualmente, a insuficiência das tarifas em cobrir as despesas. Desta forma, o Estado foi condenado a pagar 2.764.000$00 escudos, por compensação do défice entre 1929 e 1931, relativo às Linhas do Sabor e do Corgo. Outros factores que foram apontados como causadores desta situação foram a crise económica que se fazia sentir naquela altura, e o forte desenvolvimento do transporte rodoviário.
Em 1932, começaram os serviços de ambulâncias postais nesta linha, que seriam suprimidos em 1972. Em 1933, foi colocada uma trave de ferro sobre os carris, junto à estação de Mogadouro, para descarrilar o serviço correio proveniente do Pocinho; o maquinista conseguiu parar a composição, evitando, assim, um acidente.
Em 15 de Novembro de 1934, uma comissão de Miranda do Douro foi recebida pelo ministro Duarte Pacheco, pedindo que fosse construída uma variante à Linha do Sabor. Nesse ano, continuaram as obras entre Mogadouro e Urrós, e foi balastrado, com pedra britada, o troço entre Pocinho e Moncorvo. Ainda no mesmo ano, o Conselho Superior de Caminhos de Ferro encontrava-se a estudar uma forma de melhorar as condições em que a Linha estava a ser operada; com efeito, a situação da Companhia Nacional continuava muito negativa, estando a empresa à beira de falir, ou de abandonar a gestão das Linhas do Sabor e Corgo. Uma comissão que tinha sido formada para estudar este problema apontou um estudo do engenheiro Alexandre de Vasconcelos e Sá, que defendia o uso de automotoras, uma vez que permitiam separar o transporte de mercadorias e dos passageiros, e reduzir consideravelmente as despesas de exploração.
No ano seguinte, continuaram as obras até Urrós, e foi aberto o concurso para a construção do troço desde aquela estação até Duas Igrejas. Nesse ano, a Companhia Nacional renovou os componentes metálicos da via entre Pocinho e Moncorvo. Na reunião do Conselho de Ministros de 10 de Janeiro de 1934, foi aprovada a minuta do contrato para a terceira empreitada da Linha do Vale do Sabor, que consistiu nas terraplanagens e instalação das infra-estruturas de via e das estações, cabos telefónicos, e estradas de acesso para Sendim e Duas Igrejas.
O troço até Duas Igrejas-Miranda foi inaugurado em 22 de Maio de 1938.

### Movimento de mercadorias
Este caminho de ferro foi utilizado para importar adubos e trigo para esta região e escoar a produção agrícola; além dos minérios de carvalhal, eram exportadas laranjas de Mazouco, pão de Lagoaça e de Felgar, mantas e broas de milho de Miranda do Douro, cerejas de Variz, e lembranças do Menino Jesus da Cartolinha.

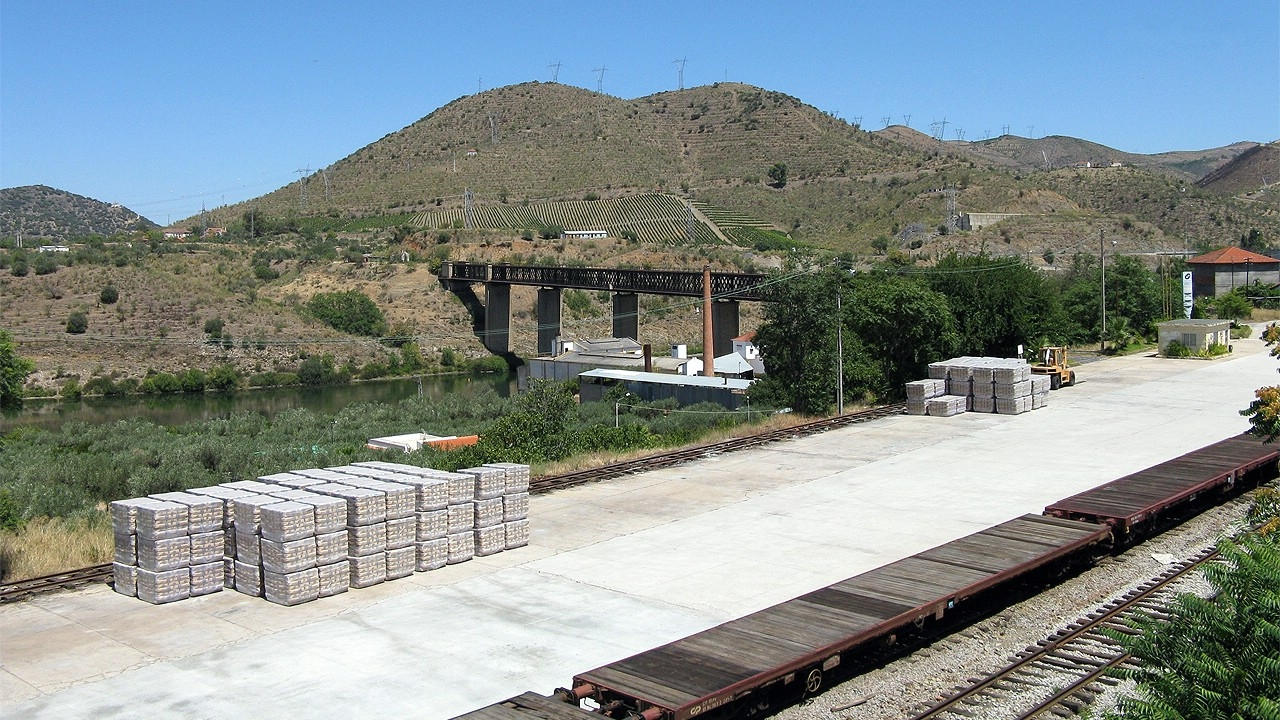
Antiga gare da via estreita na Estação de Pocinho, em 2009.

### Encerramento
Todos os serviços ferroviários na Linha do Sabor foram suspensos a 2 de Agosto de 1988.

### Reabertura e transformação em ecopista
Entre os finais de 2011 e princípios de 2012, foi anunciado que a empresa multinacional anglo-australiana Rio Tinto estaria a planear vários investimentos, de forma a reabrir as Minas de Moncorvo; uma das soluções apresentadas para o escoamento do minério passava pela construção de um caminho de ferro, no antigo traçado da Linha do Sabor, até ao Pocinho, utilizando os comboios a rede existente até aos Portos de Leixões ou Aveiro. Propôs-se, igualmente, reavivar o antigo projecto de construção de uma linha entre o Pocinho e Vila Franca das Naves, na Linha da Beira Alta, como forma de facilitar o transporte do minério para Espanha. No entanto, a companhia desmentiu estas notícias, tendo acusado a imprensa portuguesa de especulação. Recentemente surgiram notícias da aquisição das Minas de Moncorvo pela Aethel Mining Ltd , estando previsto que a MTI - Ferro de Moncorvo, S.A. invista cerca de 114 milhões de euros até 2026 e possa vir a criar 1000 novos postos de trabalho.
Nos inícios de 2012, a Rede Ferroviária Nacional afirmou que pretendia transformar todo o antigo traçado da Linha do Sabor numa via verde, aproveitando o facto de atravessar o Parque Natural do Douro Internacional.

## Leitura recomendada
- ABREU, Carlos de (2015). A linha do Vale do Sabor: um caminho-de-ferro raiano do Pocinho a Zamora. Valongo: Lema d'Origem. 400 páginas. ISBN 978-989-8342-59-1